# 90
90（九十、きゅうじゅう、ここのそ、ここそじ） は自然数、また整数において、89の次で91の前の数である。

## 性質
- 90 は合成数であり、約数は 1, 2, 3, 5, 6, 9, 10, 15, 18, 30, 45, 90 である。
  - 約数の和は234。
    - 20番目の過剰数である。1つ前は88、次は96。
      - 90を除く約数の和は 234 − 90 = 144 である。
        - 素数を除いて σ(n) − n が平方数になる10番目の数である。1つ前は76、次は95。ただしσは約数関数。(オンライン整数列大辞典の数列 A048699)

  - 12個の約数をもつ4番目の数である。1つ前は84、次は96。
  - 1から10までのうち、4の倍数(4, 8)と7を除いた数で割り切れる数である。
  - 約数の積は531441000000。
    - 約数の積の値がそれ以前の数を上回る18番目の数である。1つ前は84、次は96。(オンライン整数列大辞典の数列 A034287)

  - 自身を除く約数の中で不足数の約数を加えたとき自身になる3番目の数である。1つ前は28、次は496。(オンライン整数列大辞典の数列 A125310)
例．1 + 2 + 3 + 5 + 9 + 10 + 15 + 45 = 90 (6は完全数、18と30は過剰数)
- 90から96まではすべて合成数で、7個連続で合成数が続く。
  - 合成数の連続数がこれ以前の数を上回る数である。1つ前の5連続は24、次の13連続は114。(オンライン整数列大辞典の数列 A008950)
- 90 = 9 × 10
  - 9番目の矩形数である。1つ前は72、次は110。
  - 90 = 91 + 92 = 102 − 101
    - 9の自然数乗の和とみたとき1つ前は9、次は819。

  - 90 = 2 + 4 + 6 + 8 + 10 + 12 + 14 + 16 + 18
  - 90 = 10 × 32
    - n = 3 のときの 10n2 の値とみたとき1つ前は40、次は160。(オンライン整数列大辞典の数列 A033583)
    - n = 2 のときの 10 × 3n の値とみたとき1つ前は30、次は270。(オンライン整数列大辞典の数列 A005052)
- 90 = 2 × 32 × 5
  - 3つの異なる素因数の積で p2 × q × r の形で表せる3番目の数である。1つ前は84、次は126。(オンライン整数列大辞典の数列 A085987)
- 1/90 = 0.01… (下線部は循環節で長さは1)
  - 逆数が循環小数になる数で循環節が1になる15番目の数である。1つ前は75、次は96。(オンライン整数列大辞典の数列 A070021)
- 902 + 1 = 8101 であり、n2 + 1 の形で素数を生む18番目の自然数である。1つ前は84、次は94。
- 904 + 1 = 65610001 であり、n4 + 1 の形で素数を生む18番目の自然数である。1つ前は88、次は106。
- 32番目のハーシャッド数である。1つ前は84、次は100。
  - 9を基とする10番目のハーシャッド数である。1つ前は81、次は108。
  - 2桁では最大のハーシャッド数である。
  - 各位の和が平方数になる19番目の数である。1つ前は88、次は97。(オンライン整数列大辞典の数列 A028839)
- 各位の平方和が平方数になる22番目の数である。1つ前は86、次は100。(オンライン整数列大辞典の数列 A175396)
  - 各位の和と各位の平方和が両方とも平方数になる6番目の数である。1つ前は40、次は100。(オンライン整数列大辞典の数列 A197125)
- 各位の立方和が平方数になる12番目の数である。1つ前は88、次は100。(オンライン整数列大辞典の数列 A197039)
  - 各位の和と各位の平方和と各位の立方和がすべて平方数になる6番目の数である。1つ前は40、次は100。(オンライン整数列大辞典の数列 A197129)
- 約数の和が90になる数は3個ある。(40, 58, 89) 約数の和3個で表せる6番目の数である。1つ前は84、次は224。
- ノントーティエントである11番目の偶数。1つ前は86、ただし6の倍数では最小、次は94。
- 90 = 92 + 32
  - 異なる2つの平方数の和で表せる27番目の数である。1つ前は89、次は97。(オンライン整数列大辞典の数列 A004431)
  - n = 2 のときの 9n + 3n = 32n + 3n = 3n(3n + 1) の値とみたとき1つ前は12、次は756。(オンライン整数列大辞典の数列 A074610)
  - 90 = 34 + 32
    - n = 3 のときの n4 + n2 の値とみたとき1つ前は20、次は272。(オンライン整数列大辞典の数列 A071253)
- 90 = 22 + 32 + 42 + 52 + 62
  - 5連続自然数の平方和で表せる2番目の数である。1つ前は55、次は135。
- 90 = 12 + 52 + 82 = 42 + 52 + 72
  - 3つの平方数の和2通りで表せる14番目の数である。1つ前は83、次は94。(オンライン整数列大辞典の数列 A025322)
  - 異なる3つの平方数の和2通りに表せる7番目の数である。1つ前は89、次は94。(オンライン整数列大辞典の数列 A025340)
  - 90 = 12 + 52 + 82
    - n = 2 のときの 1n + 5n + 8n の値とみたとき1つ前は14、次は638。(オンライン整数列大辞典の数列 A074518)

  - 90 = 42 + 52 + 72
    - n = 2 のときの 4n + 5n + 7n の値とみたとき1つ前は16、次は532。(オンライン整数列大辞典の数列 A074562)
- 90 = 12 + 22 + 62 + 72 = 12 + 32 + 42 + 82
  - 異なる4つの平方数の和2通りで表せる最小の数である。次は94。(オンライン整数列大辞典の数列 A025377)
    - 異なる4つの平方数の和 n 通りで表せる最小の数である。1つ前の1通りは30、次の3通りは78。(オンライン整数列大辞典の数列 A025417)

  - 90 = 12 + 22 + 22 + 92 = 12 + 22 + 62 + 72 = 12 + 32 + 42 + 82 = 22 + 52 + 52 + 62 = 32 + 32 + 62 + 62 = 32 + 42 + 42 + 72
    - 4つの平方数の和6通りで表せる最小の数である。次は124。(オンライン整数列大辞典の数列 A025362)
      - 4つの平方数の和 n 通りで表せる最小の数である。1つ前の5通りは82、次の7通りは135。(オンライン整数列大辞典の数列 A025416)
- 90 = 53 − 33 − 23
  - n = 3 のときの 5n − 3n − 2n の値とみたとき1つ前は12、次は528。(オンライン整数列大辞典の数列 A135158)
  - 素数 p = 3 のときの 5p − 3p − 2p の値とみたとき1つ前は12、次は2850。(オンライン整数列大辞典の数列 A135173)
- 90 = 3 + 3 + 3 + 33 + 33 + 33
  - n = 3 のときの 3n3 + 3n の値とみたとき1つ前は30、次は204。(オンライン整数列大辞典の数列 A119536)
- n = 90 のとき n と n + 1 を並べた数を作ると素数になる。n と n + 1 を並べた数が素数になる13番目の数である。1つ前は80、次は92。(オンライン整数列大辞典の数列 A030457)
- 90 = 360 ÷ 4
  - 正方形の内角は90°である。
    - 正 n 角形において内角が度数法で整数になる2番目の角度である。1つ前は60°、次は108°。(オンライン整数列大辞典の数列 A110546)

  - 1/4 周は90°で直角という。
- 90 = 12 + 23 + 34
  - n = 3 のときの {\displaystyle \sum _{k=1}^{n}k^{k+1}} の値とみたとき1つ前は9、次は1114。(オンライン整数列大辞典の数列 A062815)
  - n = 0 のときの n1 + (n + 1)2 + (n + 2)3 + (n + 3)4 の値とみたとき、負の数を含まないとき最小、含むとき1つ前は16、次は288。(オンライン整数列大辞典の数列 A027621)
- 90 = 13 + 23 + 33/70 + 71 + 72 + 73 × 103

## その他 90 に関連すること
- 90 × 単位
  - 90° = π/2（ラジアン）= R（直角）
  - サッカーの1試合は90分（＝1時間半）である。ただし途中にハーフタイムが入る。
  - 90 = 144 × (5/8) = 122 × (5/8)
    - 十二進法で 76 であり、7ダース6個、5/8グロスに当たる。

- 言葉
  - 90 の接頭辞：nonagint（拉）、enneaconta（希）
  - ラテン語では nonaginta（ノーナーギンター）。
  - 卒寿: 満90歳（昔は満89歳 = 90年目）の祝い。卒の別字体「卆」が「九十」に見えることから。
- 90番目のもの
  - 原子番号 90 の元素はトリウム (Th)。
  - 第90代天皇は亀山天皇である。
  - 日本の第90代内閣総理大臣は安倍晋三である。
  - 第90代ローマ教皇はグレゴリウス3世（在位：731年3月18日～741年11月28日）である。
  - クルアーンにおける第90番目のスーラは町である。
  - 年始から数えて90日目は3月31日、閏年は3月30日。
  - 90 はトルコ (TR) の国際電話 国番号。
- xx90年
  - EXPO'90 は1990年に開催された国際花と緑の博覧会である。
  - 90式戦車は、日本の自衛隊の主力戦車である。
- その他
  - 福岡ソフトバンクホークスの背番号90は、水島新司の漫画「あぶさん」に登場する景浦安武の背番号のために、現在欠番となっている。
  - エア・フロリダ90便墜落事故